# 국민 정체성
국민 정체성(National identity,國民正體性)은 한 개인이 특정 국민에 소속된다는 정체성이다. 다민족 국가에서는 국민 정체성과 민족 정체성이 충돌을 빚기 쉬운데 특히 자신들의 문화를 지원받지 못하고 차별받는 민족의 경우 그러하다.

## 같이 보기
- 세계시민주의
- 민족 정체성
- 나라의 상징
- 애국주의
- 쇼비니즘